# Hiltigund Schreiber
Hiltigund Schreiber (* 31. März 1939 in Wien; † 27. März 2023 in Wien) war eine österreichische Kunsthistorikerin, Restauratorin und Krippenbaumeisterin.

## Leben
Hiltigund Schreiber (Geburtsname Stipek) studierte zunächst an der Universität für Bodenkultur und beendete ihr Studium der Landwirtschaft als Diplomingenieur mit sehr gutem Erfolg. Anschließend war sie als Hochschulassistentin für Mikrobiologie und Biochemie am Hygieneinstitut der Universität Wien tätig. 1966 gab sie ihren Beruf auf und beschäftigte sich intensiv mit dem Restaurieren sowie mit Volkskunde und Kunstgeschichte. 1968 schloss sie ihre Dissertation ab und promovierte 1974 mit Auszeichnung auf dem Gebiet des Pflanzenbaus.
1975 schloss sie ihre Ausbildung für Restaurieren an der Wiener Kunstschule bzw. künstlerischen Volkshochschule ab. Von 1994 bis 2009 war Schreiber Diözesankonservatorin der Erzdiözese Wien und leitete das Referat für kirchliche Kunst und Denkmalpflege. Sie absolvierte auch eine Ausbildung zum Krippenbaumeister.
Verheiratet war sie mit Gerhard Schreiber, dessen umfangreiche Krippensammlung sie seit seinem Tod verwaltete.
Hiltigund Schreiber verstarb am 27. März 2023 und ist auf dem Wiener Zentralfriedhof begraben.

## Auszeichnungen
- 1984: Verleihung des „Stephanusordens in Bronze“ der Erzdiözese Wien
- 1988: Ernennung zum „Konsulenten der OÖ Landesregierung für Volksbildung und Heimatpflege“
- 1992: Verleihung des päpstlichen Ordens „Pro Ecclesia et Pontifice“
- 1992: Verleihung der „Medaille für Verdienste um den Denkmalschutz“ der Republik Österreich
- 1992: Ernennung zum „Krippenbaumeister“ durch den Verband der Krippenfreunde Österreichs
- 2009: Niederösterreichischer Sicherheitsverdienstpreis der Raiffeisenlandesbank Niederösterreich-Wien und der Niederösterreichischen Versicherung
- 2010: Verleihung der Ehrenplakette für besondere Verdienste der „Gesellschaft der Freunde und Förderer der Gendarmerie Niederösterreich“

## Publikationen
- „Volkstümliche Malerei auf Holz. Kleister- und Kasein-Techniken“ gemeinsam mit Rudolf Moser, Landesverlag Oberösterreich, ISBN 3-85214-228-8
- „Bemalte Bauernmöbel“ Ausstellungskatalog Stift Reichersberg 1987
- „Orientalische Krippen“ Ausstellungskatalog Stift Reichersberg 1988
- „Tiroler Krippen“ Ausstellungskatalog Stift Reichersberg 1991
- „Die Vielfalt in der Krippe“ Ausstellungskatalog Pfarre Mariabrunn (Wien) 1992
- „Römisch katholische Kirchen im Schmidatal“, Aufsatz in „Die Schmida – eine Region stellt sich vor“ von Friedrich Damköhler und Josef Stefan, 1. Auflage 2010, ISBN 978-3-200-02028-3, S. 82/83